# Commentaar Nieuwe Testament
Het Commentaar Nieuwe Testament is een reeks boeken met commentaar op de geschriften van het Nieuwe Testament. Bij verwijzingen naar deze reeks verwezen wordt de afkorting CNT gebruikt of CNT-3 (waarbij de 3 dan staat voor dat het de derde commentaar is die in Nederland onder deze naam verschijnt).
De reeks hanteert het uitgangspunt dat de nieuwtestamentische teksten historisch betrouwbaar zijn en zoekt tegelijk aansluiting bij hedendaags (historisch-kritisch) onderzoek. De boeken kunnen worden ingedeeld in vier thematische delen: de persoon Jezus, zijn denkbeelden, de apostel Paulus en de overige apostelen. De reeks streeft na een harmonie te zijn van de vier evangeliën en de biografische gegevens over Paulus. Daarnaast houdt het vast aan de traditionele toeschrijving als auteurs van de geschriften (alle dertien brieven van Paulus worden aan de apostel Paulus toegeschreven, de brieven van Johannes aan de apostel Johannes, etc.).

## Redactie en auteurs
Hoofdredacteur van de eerste reeks was Saekle Greijdanus. Jakob van Bruggen, hoogleraar aan Theologische Universiteit Kampen (Broederweg) en hoofdredacteur van de derde reeks, verzorgde acht van de vierentwintig delen. Andere auteurs zijn Rob van Houwelingen, John van Eck, H.R. van de Kamp, Theo van Spanje, P.J. Lalleman, Dean Anderson en L. Floor (allen gepromoveerde nieuwtestamentici). Bij voltooiing in 2010 verscheen de publicatie Open testament: Profiel van een commentaar, waarin enkele achterliggende keuzes van het commentaar worden verantwoord.